# Campagne internationale pour l'interdiction des mines antipersonnel
La Campagne internationale pour l'interdiction des mines antipersonnel (ICBL ou International Campaign to Ban Landmines) est un réseau global présent dans plus de 70 pays qui travaille pour l’éradication des mines antipersonnel et armes à sous-munitions. Fondée en 1992 par 6 organisations (Handicap International, Human Rights Watch, Medico International, Mines Advisory Group, Physicians for Human Rights et Vietnam Veterans of America (en)), elle a reçu le prix Nobel de la paix en 1997, conjointement avec sa coordonnatrice Jody Williams, en reconnaissance de son engagement pour l’adoption de la Convention sur l'interdiction des mines antipersonnel. 

## Actions

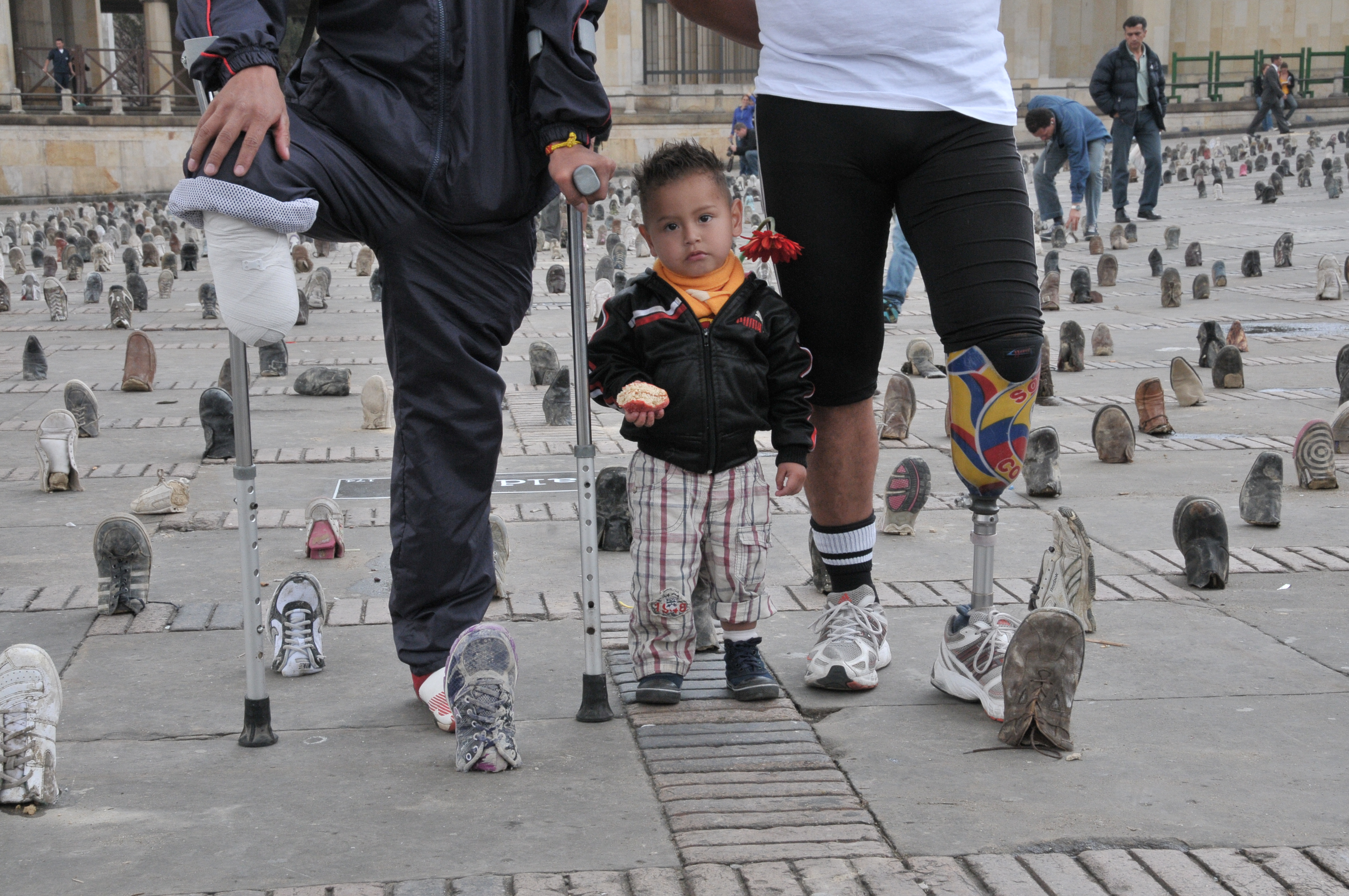
Journée internationale de sensibilisation, Colombie, 2001.

L’ICBL travaille pour la mise en œuvre et l’universalisation du Traité d’interdiction des mines et de la Convention sur les armes à sous-munitions. Cette mission de plaidoyer comprend essentiellement l’universalisation des traités, le déminage des zones minées, la destruction des stocks de mines antipersonnel et d’armes à sous-munitions, et l’assistance aux survivants de ces armes, à leurs familles et à leurs communautés.
À travers les recherches de l’Observatoire des mines et des armes à sous- munitions, sa participation aux mécanismes des traités, un lobbying auprès des gouvernements, la mobilisation du grand public et la diffusion d’informations à destination des médias, l’ICBL surveille et encourage l’application des traités, et est en mesure d’évaluer les efforts entrepris par la communauté internationale pour résoudre le problème des mines et armes à sous- munition. 